# Chiesa valdese (Livorno)

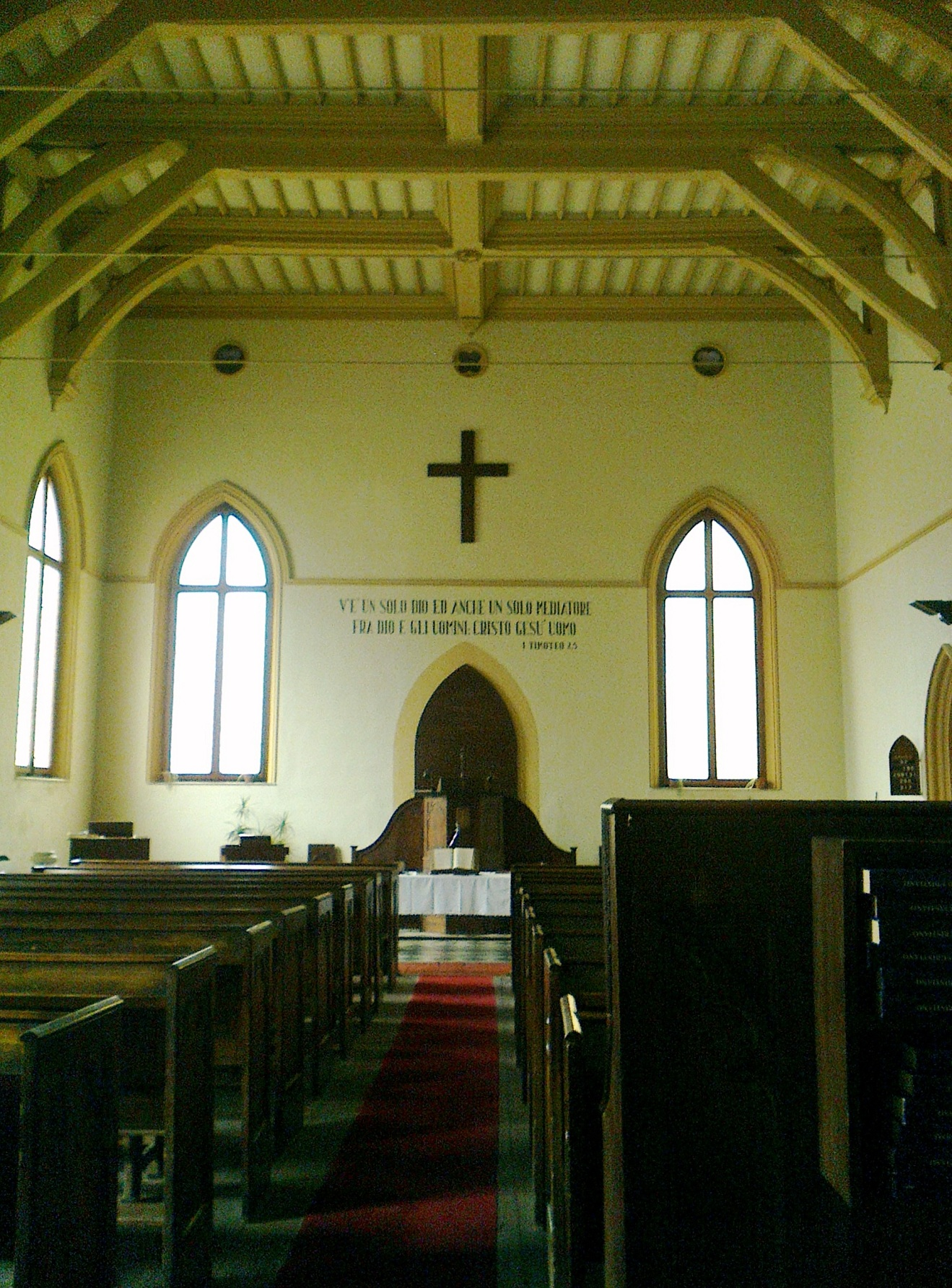
Interno della chiesa

La chiesa valdese di Livorno (originariamente dei Presbiteriani scozzesi) è ubicata in pieno centro cittadino, lungo la via Verdi, presso l'antico cimitero degli inglesi e l'ex Cinema Odeon.

## Storia
La presenza di cittadini britannici a Livorno si registra almeno dal XVII secolo. Questa comunità, formata essenzialmente da anglicani, ebbe il permesso di edificare una propria chiesa solo nell'Ottocento; la chiesa anglicana di San Giorgio sorse tra il 1839 ed il 1844 presso l'antico cimitero degli inglesi.
L'affermazione della componente scozzese di confessione presbiteriana facente capo alla Chiesa di Scozia, rese necessaria l'edificazione di un secondo luogo di culto, soprattutto a seguito dello scisma del 1843, da cui ebbe origine la Libera Chiesa di Scozia.
A partire dal 1845 i Presbiteriani abbandonarono la chiesa di San Giorgio e si riunirono in una sala in via Castelli. Grazie alla determinazione del reverendo Robert Walter Stewart, fu aperta una sottoscrizione e, in un'area adiacente al cimitero inglese, furono quindi avviati i lavori per la costruzione di un tempio vero e proprio.
Il progetto, secondo il canonico Giuseppe Piombanti, fu curato dall'architetto Rumball di Edimburgo ed eseguito da maestranze locali. Per non suscitare scandalo nel clero cattolico, al progettista fu però imposto di realizzare un edificio simile ad un palazzo. La chiesa fu aperta nel 1849.
I Presbiteriani celebrarono le loro liturgie nella chiesa di via Verdi fino all'inizio del Novecento; successivamente fondarono una nuova cappella presso il Seamen's Institute, un istituto (oggi scomparso) destinato all'accoglienza dei marinai anglosassoni che giungevano nel porto di Livorno. Nel 1911 la chiesa originaria venne acquistata dalla Chiesa evangelica valdese, presente a Livorno sin dal 1861, con un tempio ricavato nei pressi dell'odierna piazza Manin.

## Descrizione
L'edificio si presenta come un volume compatto, a pianta rettangolare, caratterizzato, sui fronti lungo la via pubblica, da tre grandi portoni ogivali e tre ordini di finestre chiuse da archi a sesto acuto, che rimandano allo stile neogotico.
Sul lato orientale, fino al secondo dopoguerra, si apriva il giardino della chiesa, su cui affacciava anche l'ingresso al tempio; intorno agli anni cinquanta fu trasformato nel piazzale d'ingresso al cinema Odeon.
All'interno, al piano terra, si trovano i locali per le attività della chiesa e l'aula del tempio, mentre, ai piani superiori, erano ubicati gli alloggi pastorali (oggi destinati ad appartamenti di civile abitazione).
La suddetta aula è una vasta sala rettangolare, che si estende in altezza fino al piano superiore dell'edificio ed è illuminata da alte finestre ogivali; in origine la chiesa era dotata di pregevolissime vetrate policrome, andate distrutte, assieme ad un grande organo la cui cassa era stata disegnata dall'ingegner Angelo Gamberai, durante i bombardamenti aerei della seconda guerra mondiale.